# Langues zénètes du Sahara central et septentrional
Les langues zénètes du Sahara central et septentrional, dialectes des oasis du nord saharien ou langues Mzab-Ouargla, qui constituent une branche de la famille des langues zénètes (sous-branche des  langues berbères du Nord), forment un continuum linguistique qui s'étend de manière éparse du sud-ouest du Sahara algérien jusqu'au nord du désert libyen.

## Sous-classification
Kossmann (2013)
Maarten Kossmann (2013) a répertorié six dialectes des « oasis sahariens septetriaonaux » : 
- Sud de l'Oranie et Figuig
- Gourara
- Touat - Tidikelt
- Mzab
- Wargla
- Oued Righ (Touggourt)

Ethnologue (2009)
Dans Ethnologue XVI (2009), les langues « Mzab – Wargla » sont répertoriées comme suit:
- Tagargrent (wargli)
- Tamazight de Tamacine (Touggourt)
- Zénète ("Zenati": dialecte du Gourara, dialecte du Touat et chelha du Sud oranais et de Figuig)
- Mozabite

Contrairement à Kossmann, Ethnologue considère le dialecte berbère parlé à Tidikelt comme une branche distincte du groupe zénète, distincte du tamazight de Touat.
Blench
Roger Blench (2006) a répertorié huit variétés de la manière qui suite : 
- Gourara
- Mzab, Ghardaia (mozabite)
- Wargla
- Touggourt
- Seghrouchen
- Figuig
- Senhadja
- Iznassen

## Cartes linguistiques

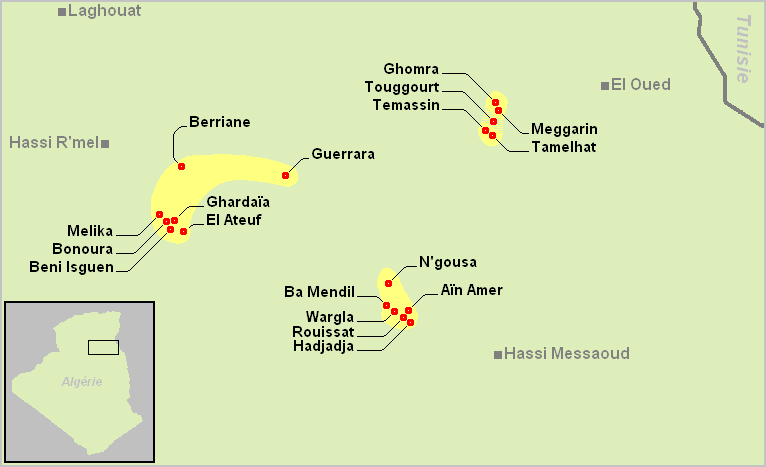
Mzab, Wargla et Wad Righ
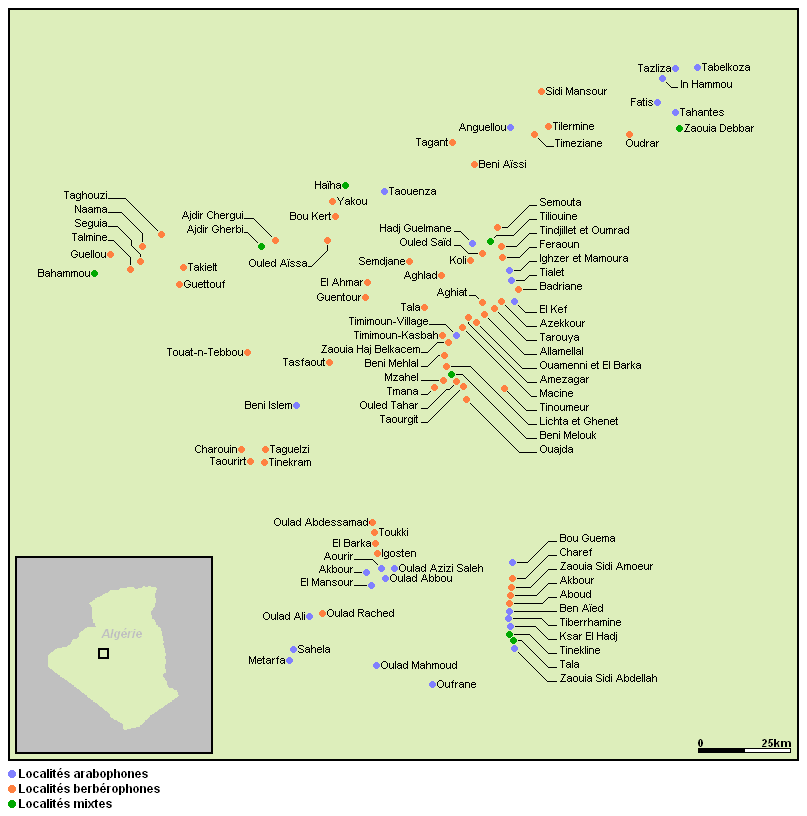
Gourara
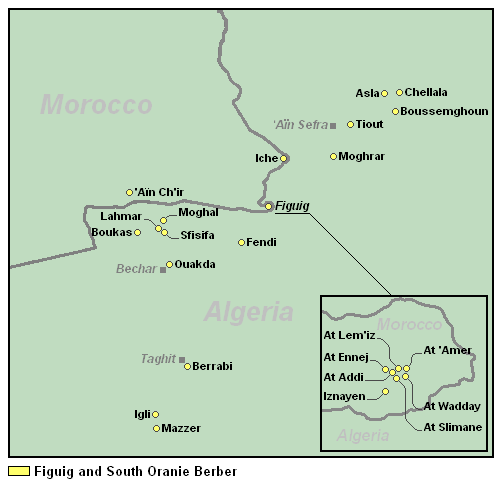
Oranie du Sud et Figuig